# Mi Gente
«Mi Gente» (с исп. Мои люди) — песня колумбийского певца Джея Бальвина и французского певца Уилли Уильяма. Была выпущена 30 июня 2017 года лейблами Scorpio Music и Universal Music Latin. 28 сентября 2017 года была выпущена ремикс-версия при участии Бейонсе. 20 октября было выпущено ещё 6 ремиксов, записанные совместно с Стивом Аоки, Алессо, Седриком Жерве, Диллоном Фрэнсисом, Sunnery James & Ryan Marciano и Генри Фонгом.

## Композиция
«Mi Gente» — это ремикс песни Уилли Уильяма «Voodoo Song», которая была выпущена за два месяца до «Mi Gente». Основной бэкграунд песни «Voodoo Song» взят из бангладешско-бенгальской песни «Heila Duila Nach», исполненной Коной и Акашем.

## Коммерческий успех
Первоначальная версия возглавила чарты в большинстве стран Латинской Америки. Ремикс помог достичь нового пика в США, Канаде, Боливии, Коста-Рике, Аргентине и Австралии.
В США оригинальная версия песни достигла своего пика на втором месте в чарте «Hot Latin Songs» и 19-й позиции в «Billboard Hot 100». После выпуска ремикса с участием Бейонсе в чарте «Hot Latin Songs» закончилось 35-недельное правление «Despacito», тем самым песня стала четвёртой в дискографии Бальвина в этом чарте, а также стала первой песней номер один для Бейонсе в этом чарте, опередив такие песни, как «Irreplaceable», достигшей четвёртого места и «Beautiful Liar», достигшей свой максимум на 10 строчке в 2007 году. В «Hot 100» ремикс переместился с 21-й на третью строчку спустя неделю, тем самым став первым синглом в топ 10 для Джей Бальвина и Уилли Уильяма и 17-м для Бейонсе в этом чарте. Ремикс также стал номером один в американском чарте «Digital Songs» с 79 000 проданными копиями за первую неделю (комбинированные продажи совместно с оригинальной версией), тем самым став первой песней Бальвина и Уильяма номер один в этом чарте и шестой для Бейонсе. Также песня стала второй испаноязычной в этом чарте после «Despacito». Это делает «Mi Gente» и «Despacito» первыми неанглийскими песнями, возглавившими данный чарт.
В Канаде оригинальная версия стала 13-й в чарте «Hot 100». После выхода ремикса песня достигла нового пика — 2-й строчки в чарте, уступив песне «rockstar» Post Malone и 21 Savage, став самой популярной песней Балвина и Уильяма в чарте, и 13-й для Бейонсе. Она также перескочила с номера 17 на номер 1 в чарте «Hot Digital Songs».

## Музыкальное видео
Видеоклип, снятый режиссёром 36 Grados, был выпущен в один день с песней на YouTube и Vevo. Лейла Кобо из журнала Billboard описала видео как «взрыв цвета и танца», в котором есть люди со всего мира, и это связано с объединением музыки. В клипе присутствует множество камео, в том числе итальянский миллионер Джанлука Вакчи.
По состоянию на октябрь 2018 года видеоклип имеет более 2 миллиардов просмотров и занимает 24-е место в списке самых просматриваемых видео, тем самым являясь самым популярным как для Джея, так и для Уилли.

## Ремикс с Бейонсе
28 сентября 2017 года в цифровых магазинах и стриминг-сервисах был выпущен ремикс с участием американской певицы Бейонсе. Ремикс был выпущен лейблами Universal Music Latin, Scorpio Music, Columbia Records и Parkwood Entertainment. Бейонсе пожертвовала все вырученные с продажи песни средства благотворительным организациям по ураганам в Мексике, Пуэрто-Рико и островов Карибского моря. Бальвин и Уильям заявили, что Бейонсе стала «лучшим выбором» для ремикса и они не ожидали, что она согласится на запись, когда они связались с ней.
Бейонсе исполнила ремикс-версию трека на фестивале Коачелла в 2018 года, на второй неделе празднования фестиваля к ней присоединился Джей Бальвин.

### Музыкальное видео
Видеоклип был представлен на YouTube-канале Джея Бальвина в день релиза ремикса. В съёмках приняли участие американский диджей Дипло, французский диджей Дэвид Гетта, нидерландские диджеи Мартин Гаррикс и Tiësto, венесуэльская видеоблогер Леле Понс, бразильские футболист Неймар и певица Анитта, колумбийский певец Эль-Льяно, португальский футболист Криштиану Роналду и несколько фанатов.

### Критика
Ремикс был назван Мэтью Исмаэлем Руизом из Pitchfork «Лучшим новым треком», а также добавлено, что песня говорит «об общей культурной гордости, которая выходит за рамки границ государств и расы, от родной Колумбии Джея Бальвина до Пуэрто-Рико и всей Латинской Америки. Это заявление о том, что «El mundo nos quiere» (Мир любит нас). Бейонсе понимает это, и этим ремиксом она подтверждает свои слова действиями. Вот что такое солидарность». Рэндалл Робертс из Los Angeles Times пишет: «Говорить, что в этом ремиксе Бейонсе даёт руку, — это преуменьшение. В отличие от Бальвина и Уильяма, которые ограничивают свои реплики одним куплетом, Бейонсе возвращает „Mi Gente“ от слов к действию через ритмичный, вздымающийся темп, как у королевы».

### Награды
| Премия                       | Категория                                            | Результат | Примечания |
| ---------------------------- | ---------------------------------------------------- | --------- | ---------- |
| ASCAP Latin Awards           | Most Performed Songs                                 | Победа    | [ 9 ]      |
| Billboard Latin Music Awards | Лучшая латинская песня года                          | Номинация | [ 10 ]     |
| Billboard Latin Music Awards | Лучшая латинская песня года, вокальное представление | Номинация | [ 10 ]     |
| Billboard Latin Music Awards | Потоковая песня года                                 | Номинация | [ 10 ]     |
| Billboard Latin Music Awards | Цифровая песня года                                  | Номинация | [ 10 ]     |
| Billboard Latin Music Awards | Песня года на стриминг-сервисах                      | Номинация | [ 10 ]     |
| Billboard Latin Music Awards | Латинская R&B песня года                             | Победа    | [ 10 ]     |
| iHeart Radio Music Awards    | Лучший ремикс                                        | Номинация | [ 11 ]     |
| Billboard Music Awards       | Лучшая латинская песня                               | Номинация | [ 12 ]     |
| MTV Millennial Awards        | Хит года                                             | Номинация | [ 13 ]     |

## Список композиций
| №  | Название   | Длительность |
| -- | ---------- | ------------ |
| 1. | «Mi Gente» | 3:09         |

| №  | Название                         | Длительность |
| -- | -------------------------------- | ------------ |
| 1. | «Mi Gente» (при участии Бейонсе) | 3:29         |

| №  | Название                      | Длительность |
| -- | ----------------------------- | ------------ |
| 1. | «Mi Gente» (Генри Фонг Remix) | 3:38         |

| №  | Название                               | Длительность |
| -- | -------------------------------------- | ------------ |
| 1. | «Mi Gente» (Hardwell & Quintino Remix) | 2:25         |

| №  | Название                        | Длительность |
| -- | ------------------------------- | ------------ |
| 1. | «Mi Gente» (Седрик Жерве Remix) | 4:32         |

| №  | Название                          | Длительность |
| -- | --------------------------------- | ------------ |
| 1. | «Mi Gente» (Диллон Фрэнсис Remix) | 3:28         |

| №  | Название                     | Длительность |
| -- | ---------------------------- | ------------ |
| 1. | «Mi Gente» (Стив Аоки Remix) | 3:56         |

| №  | Название                                         | Длительность |
| -- | ------------------------------------------------ | ------------ |
| 1. | «Mi Gente» (Sunnery James & Ryan Marciano Remix) | 3:58         |

| №  | Название                  | Длительность |
| -- | ------------------------- | ------------ |
| 1. | «Mi Gente» (Алессо Remix) | 3:36         |

## Чарты

### Недельные чарты
| Чарт                                      | Пиковая позиция |
| ----------------------------------------- | --------------- |
| Австралия (ARIA)                          | 27              |
| Австрия (Ö3 Austria Top 40)               | 4               |
| Аргентина (Monitor Latino)                | 2               |
| Бельгия (Ultratop 50 Flanders)            | 8               |
| Бельгия (Ultratop 50 Wallonia)            | 7               |
| Боливия (Monitor Latino)                  | 2               |
| Бразилия (Hot 100 Airplay)                | 3               |
| Бразилия Pop Airplay (Billboard)          | 8               |
| Великобритания (Official Charts Company)  | 5               |
| Венгрия (Single Top 40)                   | 12              |
| Венгрия (Stream Top 40)                   | 4               |
| Венесуэла (National-Report)               | 2               |
| Венесуэла (Monitor Latino)                | 3               |
| Венесуэла (Record Report)                 | 30              |
| Гватемала (Monitor Latino)                | 1               |
| Германия (GfK Entertainment Charts)       | 3               |
| Дания (Tracklisten)                       | 3               |
| Доминиканская Республика (Monitor Latino) | 1               |
| Ирландия (IRMA)                           | 4               |
| Испания (PROMUSICAE)                      | 1               |
| Италия (FIMI)                             | 1               |
| Канада (Canadian Hot 100)                 | 13              |
| Колумбия (National-Report)                | 1               |
| Коста-Рика (Monitor Latino)               | 2               |
| Латвия (Latvijas Top 40)                  | 13              |
| Латинская Америка (Monitor Latino)        | 1               |
| Ливан (Lebanese Top 20)                   | 12              |
| Мексика (Billboard)                       | 1               |
| Мексика (Monitor Latino)                  | 1               |
| Мексика Streaming (AMPROFON)              | 1               |
| Нидерланды (Dutch Top 40)                 | 1               |
| Нидерланды (Single Top 100)               | 1               |
| Новая Зеландия (RMNZ)                     | 32              |
| Норвегия (VG-lista)                       | 11              |
| Панама (Monitor Latino)                   | 1               |
| Парагвай (Monitor Latino)                 | 1               |
| Перу (Monitor Latino)                     | 1               |
| Польша (Polish Airplay Top 100)           | 36              |
| Португалия (AFP)                          | 1               |
| Россия (Tophit)                           | 3               |
| Румыния (Media Forest)                    | 1               |
| Сальвадор (Monitor Latino)                | 1               |
| Словакия (Rádio Top 100)                  | 45              |
| США (Billboard Hot 100)                   | 19              |
| США Dance Club Songs (Billboard)          | 19              |
| США Mainstream Top 40 (Billboard)         | 25              |
| США Rhythmic (Billboard)                  | 16              |
| Уругвай (Monitor Latino)                  | 1               |
| Филиппины (Philippine Hot 100)            | 54              |
| Финляндия (Suomen virallinen lista)       | 3               |
| Франция (SNEP)                            | 10              |
| Чехия (Rádio Top 100)                     | 12              |
| Чехия (Singles Digitál Top 100)           | 1               |
| Чили (Monitor Latino)                     | 1               |
| Швейцария (Schweizer Hitparade)           | 5               |
| Швеция (Sverigetopplistan)                | 4               |
| Шотландия (Official Charts Company)       | 9               |
| Эквадор (Monitor Latino)                  | 1               |
| Эквадор (National-Report)                 | 1               |

## Сертификации
| Страна | Сертификация   | Продажи    |
| --- | -------------- | ---------- |
| Австралия (ARIA) | платиновый     | 70 000^    |
| Австрия (IFPI Австрия) | золотой        | 15 000*    |
| Бельгия (BEA) | 2 × платиновый | 60 000*    |
| Великобритания (BPI) | платиновый     | 600 000~   |
| Германия (BMVI) | платиновый     | 400 000^   |
| Дания (IFPI Дания) | золотой        | 450 000^   |
| Испания (PROMUSICAE) | 4 × платиновый | 160 000^   |
| Италия (FIMI) | 4 × платиновый | 200 000~   |
| Мексика (AMPROFON) | 2 × платиновый | 120 000*   |
| Канада (MC) | 5 × платиновый | 400 000^   |
| Норвегия (IFPI Норвегия) | платиновый     | 10 000*    |
| Польша (ZPAV) | платиновый     | 20 000*    |
| Португалия (AFP) | платиновый     | 10 000~    |
| США (RIAA) | 2 × платиновый | 2 000 000~ |
| Франция (SNEP) | бриллиантовый  | 233 333*   |
| Швеция (GLU) | 3 × платиновый | 120 000^   |
| Steve Aoki Remix |                |            |
| Испания (PROMUSICAE) | золотой        | 20 000^    |
| *данные о продажах основаны только на сертификации ^данные о партиях основаны только на сертификации ~неустановленные продажи основаны только на сертификации |                |            |